# Srebrny Płomień
Srebrny Płomień – jedno z 56 opowiadań o Sherlocku Holmesie autorstwa sir Arthura Conana Doyle’a, jest jednym z 12 zawartych w zbiorze Wspomnienia Sherlocka Holmesa. Pisarz umieścił „Srebrnego Płomienia” na trzynastym miejscu na liście dziewiętnastu jego ulubionych opowiadań o Sherlocku. Pierwsze wydanie w grudniu 1892 r. w piśmie The Strand Magazine, z ilustracjami Sidneya Pageta. 
Opowiadanie było publikowane w Polsce także pod tytułami: Srebrny promień, Srebrna Gwiazda i Srebrzysta gwiazda.

## Fabuła
Jedno z najbardziej popularnych opowiadań o Sherlocku Holmesie skupia się na zniknięciu tytułowego konia wyścigowego (słynnego zwycięzcy) na wieczór przed ważnym wyścigiem oraz na morderstwie jego trenera, Johna Strakera. Opowiadanie wyróżnia się charakterystyczną atmosferą wrzosowisk Dartmoor i późno-wiktoriańskim środowiskiem sportowym. Zawiera także jedną z najbardziej efektownych fabuł według Conana Doyle’a, opierającą się na „ciekawym incydencie z zachowaniem psa w nocy”.
Gregory (detektyw ze Scotland Yardu): „Czy jest jeszcze coś, na co pragnąłby pan zwrócić moją uwagę?"
Holmes: Na dziwne zachowanie psa tamtej nocy.
Gregory: Pies nic nie robił w nocy.
Holmes: I to jest właśnie dziwne.
Podejrzanym o kradzież konia i uśmiercenie jego trenera jest Fitzroy Simpson, londyński bukmacher, który przybył do Dartmoor (głównie do King’s Pyland), by zebrać informacje związane z jego profesją (między innymi zakłady o faworytów Wessex Cup, wyścigu, w którym Srebrny Płomień ma wziąć udział). Jednakże od początku wydaje się, że są fakty, które nie pasują do koncepcji inspektora wobec Simpsona. Na przykład dziwne jest, iż mógł on wyprowadzić konia na wrzosowiska, tylko po to, by go okaleczyć lub zabić. Równie dobrze mógłby to zrobić w jego boksie. Nie mógł on ukraść zwierzęcia. Jakiż pożytek miałby z takiego czystej krwi znanego wszem mistrza? Dlaczego wyczerpujące poszukiwania Płomienia nie przyniosły rezultatu? Co zrobił z nim Simpson?

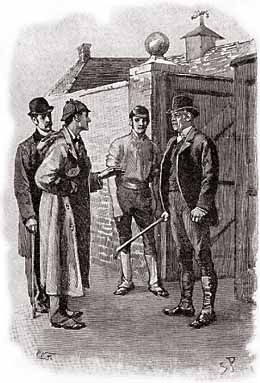
Holmes i Watson odnajdują konia

Sherlock Holmes wkrótce odnajduje Srebrnego Płomienia. Jego ślady (wraz ze śladami mężczyzny) są dobrze widoczne na glebie, choć ukazują się sporadycznie. Holmes wydedukował również, dlaczego policja nie mogła odnaleźć konia. Holmes upewnia się, że Płomień jest bezpieczny i skupia się na innych aspektach sprawy.
John Straker, zmarły trener Srebrnego Płomienia został zabity przez uderzenie w czaszkę, przypuszczalnie wymierzone przez Simpsona jego laską. W dłoni Strakera znajduje się także krawat Simpsona, a płaszcz Strakera odnajduje się, wisząc na krzaku kolcolistu. Na miejscu zbrodni znajduje się także nóż – osobliwie delikatny, z małym ostrzem. Doktor Watson wykorzystując swoje medyczne doświadczenie, identyfikuje go jako nóż kataraktalny (używany do operacji zaćmy). Użyteczny do zranienia, byłby nieprzydatny jako broń, w dodatku Straker zdawał się sam nim zranić w nogę.
Jeden ze stajennych, Ned Hunter (który był na straży w noc zbrodni) został odurzony opium ukrytym w jego kolacji. Nikt inny, kto zjadł baraninę z curry przyrządzoną w domu Strakera, nie cierpiał na żadne dolegliwości. Kieszenie Strakera zawierały dwa interesujące przedmioty: świecę i rachunek na (między innymi) suknię za 22 gwinee uszytą dla pani Derbyshare. Pasterz indagowany przez Holmesa mówi, że trzy z owiec ostatnio nagle okulały.
Dzięki swoim zdolnościom Holmesowi udaje się rozwiązać tajemnicę. W Londynie odwiedza sklep modystki i posługując się zdjęciem Strakera rozstrzyga, iż Straker podawał się za pana Derbyshire. To wyjaśnia jego motyw: miał kochankę o kosztownym guście i próbując wpłynąć na wynik wyścigu, chciał zarobić dużą sumę pieniędzy.
Baranina z curry była wskazówką, gdyż tylko potrawa o ostrym smaku mogła zamaskować smak opium i było niemożliwe, aby Simpson mógł dla własnych celów przygotować mocno zaprawiony posiłek. 
"Dziwne zachowanie psa w nocy” jest łatwe do wyjaśnienia: pies nie hałasował, ponieważ nie pojawił się tam nikt obcy. Jak wyjaśnia Holmes: „Dostrzegłem wagę milczenia psa, gdyż jeden prawdziwy wniosek niezmiennie sugeruje inne... Oczywiście nocny gość był kimś, kogo pies dobrze znał. To był Straker, który uprowadził Srebrnego Płomienia z jego boksu i wyprowadził na wrzosowiska.” Celem Strakera było użycie noża kataraktalnego, aby zrobić niewielkie nacięcie pod skórą nogi konia. Użył krawata Simpsona (który to porzucił go, kiedy go wyrzucono z King’s Pyland) jako temblaka, by przytrzymać nogę konia. Lecz koń wyczuł zagrożenie i śmiertelnie uderzył trenera w głowę. Owce okulały, gdyż Simpson potrzebował najpierw wypróbować swoją metodę.
Pułkownik Ross odzyskał swojego konia. Holmes decyduje się nie mówić mu, gdzie był jego koń (chociaż wiedział cały czas), dopóki Wessex Cup nie dobiegnie końca. Wyścig wygrał Srebrny Płomień. Na początku pułkownik nie rozpoznaje swojego konia, ponieważ jego szczególny biały znak został zakryty farbą. Wtedy też Holmes, ku zadowoleniu pułkownika, Watsona i inspektora Gregory’ego krok po kroku objaśnia szczegóły sprawy.
Gregory jest jednym z najbardziej kompetentnych detektywów z jakimi Holmes współpracował. Przeprowadza gruntowne śledztwo przed przybyciem Holmesa i zbiera wszystkie dowody, których Holmes potrzebuje, by rozwiązać sprawę. Holmes zauważa, iż Gregory jest bardzo dobrym funkcjonariuszem, lecz jedyną rzeczą jakiej mu brakuje jest wyobraźnia – możliwość wyobrażenia sobie, co mogło się wydarzyć w danej sytuacji i postępować intuicyjnie.
Ekranizacja w 1988 r., 23 odcinek serialu produkcji Granada TV, w roli Holmesa Jeremy Brett

## W kulturze popularnej
Powieść Marka Haddona Dziwny przypadek psa nocną porą z 2003 r. nosi tytuł, nawiązujący do uwagi, jaką Sherlock Holmes wygłasza w trakcie śledztwa związanego ze Srebrnym Płomieniem.